# Плем'я Данове
Пле́м'я Да́на (івр. שֵׁבֶט דָּן‬‬, Shevet Dan; лат. tribus Dan) — одне з племен (колін) Ізраїлевих.. Нащадки Дана, п'ятого сина патріарха Якова. Займало невелику за розмірами територію Ханаана у сусідстві з філістимлянами, тому часто піддавалася нападам з боку останніх. Розташовувалося на північ від сучасного сектору Газа — терени сучасного міста Тель-Авіву (Ґуш-Дан) і анклаву на північ від Галілейського моря, місто Дан.
Від вказаного Дана в Єгипті виникло покоління, яке в часи виходу ізраїльтян з Єгипту налічувало 62700 осіб (Чис. 1:39). Це плем'я відрізнялося войовничістю і за чисельністю поступалося тільки коліну Іудиному.
За гіпотезою археолога Ігаеля Ядіна плем'я Дана було грецького походження — данайцями, які пізніше приєдналися до ізраїльського союзу племен.